# Chimarra pumila
Chimarra pumila är en nattsländeart som beskrevs av Banks 1920. Chimarra pumila ingår i släktet Chimarra och familjen stengömmenattsländor. Inga underarter finns listade i Catalogue of Life.